# Чернозубов, Пётр Авраамович
Пётр Авраамович Чернозубов (?—1811) — генерал-майор, командир лейб-гвардии Казачьего полка.

## Биография
Происходил из дворян Донского казачьего войска, в военную службу вступил в конце 1770-х годов в Донские казачьи полки, где дослужился до звания полковника.
15 сентября 1798 года Чернозубов был переведён в лейб-Казачий полк, где получил в командование эскадрон и отличился в 1801 году при облавах против разбойников в Санкт-Петербургской губернии. 30 декабря 1802 года назначен командующим этим полком.
В Австрийской кампании 1805 года против французов Чернозубов снова отличился и 24 февраля 1806 года был награждён орденом св. Георгия 4-й степени (№ 677 по кавалерскому списку Судравского и № 1691 по списку Григоровича — Степанова)
| В воздаяние отличного мужества и храбрости, оказанных в сражении 20 ноября при Аустерлице против французских войск. |

24 мая 1806 года Чернозубов был произведён в генерал-майоры.
Вслед за тем Чернозубов принял участие в кампании 1806—1807 годов в Восточной Пруссии и 20 мая 1808 года получил орден св. Георгия 3-й степени (№ 186 по кавалерским спискам)
| В воздаяние отличнаго мужества и храбрости, оказанных в сражениях против французских войск, в коих 28-го мая при отступлении наших войск к Гейльсбергу, когда неприятель сильно наступал на наши войска, а особливо при переправе через реку Алле с командуемыми двумя эскадронами лейб-казачьяго полка с отменным мужеством отражал все его неприятеля предприятия и силившихся преследовать прогонял обратно до самых колонн, чем обезпечивая отступление, споспешествовал желаемым успехам, а 2-го июня при Фридланде с теми же эскадронами мужественно атаковал неприятеля, опрокинул и обратил онаго в бегство. |

За отличие в деле при Фридланде Чернозубов от прусского короля получил орден «Pour le Mérite».
По окончании военных действий Чернозубов уехал в отпуск на Дон и 21 июля 1808 года сдал командование лейб-Казачьим полком, поскольку был зачисле в Донское казачье войско и ему повелено оставаться на Дону.
Скончался в 1811 году (по другим данным — в 1814 году).
Его брат Степан был полковником.